# Вербицкий, Всеволод Алексеевич
Все́волод Алексе́евич Верби́цкий (29 февраля 1896, Москва — 11 августа 1951, там же) — советский актёр. Народный артист РСФСР (1948).

## Биография
Родился в Москве, сын писательницы Анастасии Вербицкой. Учился на медицинском факультете Московского университета, однако по окончании второго курса решил связать свою судьбу с театром и поступил в так называемую «Школу трёх Николаев» — созданную мхатовцами Н. Массалитиновым, Н. Александровым и Н. Подгорным частную Школу драматического искусства.
В 1916 году Вербицкий был принят в труппу Художественного театра; в том же году принял участие в преобразовании Школы драматического искусства во 2-ю студию МХТ и в дальнейшем был одним из её руководителей. Среди сыгранных на сцене Студии ролей — дон Мануэль в комедии «Дама-невидимка» П. Кальдерона и Бирон в «Елизавете Петровне» Д. Смолина. Оставил воспоминания о Студии, опубликованные в 1946 году.
После ликвидации Студии в 1924 году Вербицкий вместе с другими её актёрами и режиссёрами влился в труппу МХАТа. «Сценические образы Вербицкого, — писал П. А. Марков, — отличались точностью и в то же время мягкостью сценического рисунка». В. И. Немирович-Данченко в одном из писем назвал Вербицкого в числе тех актёров, «у кого от природы хорошо поставленный голос и, главное, настоящая духовная тяга к поэзии». Среди лучших ролей, сыгранных на сцене МХАТа, — Тальберг и Шервинский в «Днях Турбиных» и Бенкендорф в «Последних днях» М. Булгакова, Барон и Николай Скроботов в пьесах А. М. Горького «На дне» и «Враги».
Во МХАТе Вербицкий служил до 1950 года, когда вышел на пенсию.
Скончался 11 августа 1951 года, похоронен на Новодевичьем кладбище.
Сын — актёр Анатолий Вербицкий (1926—1977), с 1947 года также служивший во МХАТе.

### Спортивная карьера
Всеволод Вербицкий был известен и как спортсмен: с детства он увлекался теннисом и в 1904 году выиграл детское первенство в пос. Останкино. Выступал за Московский клуб лыжников (МКЛ), в 20-х годах — за ДСО «Динамо». Был чемпионом Москвы (в 1918 году — в одиночном разряде, в 1924 — в парном и в 1927 году — в смешанном разряде) и чемпионом СССР — в 1927 году в парном разряде. В том же году участвовал во Всемирной рабочей спартакиаде в Берлине, где стал финалистом в парном разряде и победителем (в составе команды РСФСР) — в командном. Финалист Всесоюзной спартакиады 1928 года. В 1920-х годах Вербицкий был одним из сильнейших теннисистов страны; считается одним из пионеров игры по восходящему мячу.

## Творчество

### Театральные работы
Вторая студия МХТ
- 1924 — «Дама-невидимка» П. Кальдерона. Постановка Б. И. Вершилова — дон Мануэль
- 1925 — «Елизавета Петровна» Д. Смолина. Постановка В. Л. Мчеделова и Л. В. Баратова — Бирон

МХАТ
- «Синяя птица» М. Метерлинка. Постановка К. С. Станиславский — Сахар и Время (ввод)
- «Нахлебник» И. С. Тургенева. Постановка Вл. И. Немировича-Данченко — Елецкий (ввод)
- 1924 — «Ревизор» Н. В. Гоголя. Постановка К. С. Станиславского — Шпекин (ввод)
- 1925 — «Пугачевщина» К. А. Тренёва. Постановка Вл. И. Немирович-Данченко — Державин
- 1926 — «Николай I и декабристы» Кугеля. Художественный руководитель постановки К. С. Станиславский — Бенкендорф
- 1926 — «Продавцы славы» Паньоля и Нивуа. Художественный руководитель постановки К. С. Станиславский — граф де Льевиль
- 1926 — «Дни Турбиных» М. А. Булгакова. Художественный руководитель постановки К. С. Станиславский, режиссёр Илья Судаков. — Тальберг (первый исполнитель роли), позже Шервинский и Гетман
- 1927 — «Сёстры Жерар» В. Масса по мелодраме Деннери и Кормона «Две сиротки». Художественный руководитель постановки К. С. Станиславский — сыщик Пикар
- 1927 — «Бронепоезд 14-69» Вс. Иванова. Художественный руководитель постановки К. С. Станиславский, режиссёры И. Судаков, Н. Литовцева — Семён Семёнович, канадский солдат, пассажир на станции
- 1931 — «Страх» А. Афиногенова. Режиссёр И. Судаков — Варгасов
- 1933 — «Таланты и поклонники» А. Н. Островского Художественный руководитель постановки К. С. Станиславский — князь Дулебов
- «На всякого мудреца довольно простоты» А. Н. Островского — Курчаев
- «На дне» А. М. Горького — Барон (ввод)
- «Враги» А. М. Горького. Постановка Вл. И. Немирович-Данченко и М. Кедрова — Николай Скроботов (ввод)
- 1940 — «Школа злословия» Р. Шеридана. Руководитель постановки В. Сахновский — сэра Оливера Сэрфэса
- 1943 — «Последние дни» («Пушкин») М. Булгакова. Режиссёры В. Станицын, В. Топорков — Бенкендорф
- 1946 — «Идеальный муж» О. Уайльда. Режиссёры В. Станицын, Конский — лорд Ковэршем

## Звания и награды
- Заслуженный артист РСФСР (18.01.1933)
- Народный артист РСФСР (26.10.1948)
- орден Трудового Красного Знамени (26.10.1948)
- орден Трудового Красного Знамени (26.10.1938) — в связи с 40-летием МХАТ СССР им. М. Горького
- орден «Знак Почёта» (03.05.1937) — за выдающиеся заслуги в деле развития русского театрального искусства
- медали